# Caesio lunaris
Caesio lunaris (лат.) — вид морских пелагических лучепёрых рыб из семейства цезионовых (Caesionidae). Широко распространены в Индо-Тихоокеанской области. Максимальная длина тела 40 см.

## Описание
Тело умеренно высокое, веретенообразное, несколько сжато с боков. Высота тела укладывается 3,0—4,2 раз в стандартную длину тела. Один постмаксиллярный выступ. Рот маленький, конечный, выдвижной. Мелкие конические зубы на обеих челюстях, сошнике и нёбе. В спинном плавнике 10 колючих и 14 (редко 13 или 15) мягких лучей. В анальном плавнике 3 колючих и 11 (редко 10) мягких лучей. Спинной и анальный плавники покрыты чешуёй. В грудных плавниках 19—20 мягких луча (редко 18 или 21). Хвостовой плавник раздвоен. Спинной и анальный плавники покрыты чешуёй. Колючая часть спинного плавника покрыта чешуёй на 3/4 высоты. Полосы чешуй на височной области разделены узкой безчешуйной зоной. В боковой линии 45—53 чешуй.
Тело голубоватое, брюхо несколько бледнее. Верхушки лопастей хвостового плавника, пазухи и верхние части оснований грудных плавников чёрные. Хвостовой плавник голубой (у молоди хвостовой плавник и часть хвостового стебля жёлтые). Грудные, брюшные и анальный плавники от белого до бледно-голубого цвета. Спинной плавник голубоватый.

## Биология
Морские пелагические рыбы. Обитают у коралловых рифов или около них на глубине от 0 до 60 м. Образуют большие скопления. Молодь обитает над коралловыми рифами совместно с другими видами цезионовых. На этой стадии развития хвостовой плавник и хвостовой стебель жёлтого цвета. Взрослые особи в дневные часы отходят дальше от рифов и питаются в более глубоких областях, где вода прозрачная. Возвращаются к рифам только на ночёвку. У них исчезает жёлтая окраска, вероятно для того, чтобы не слишком выделяться в чистой воде. Однако в Персидском заливе, где взрослые особи нагуливаются на мелководных участках с более мутной водой, жёлтая окраска сохраняется. Питаются зоопланктоном в толще воды.

## Распространение
Широко распространены в тропических и субтропических водах Индо-Тихоокеанской области от восточного побережья Африки (включая Красное море и Персидский залив) до Самоа до юга Японии и Соломоновых островов.